# 山东省政府和八路军115师司令部旧址
山东省政府和八路军115师司令部旧址位于山东省临沂市莒南县大店镇，是当地明清时期晋绅——庄氏家族所修建的一处群团式地主庄园。
1996年，八路军一一五师司令部旧址被公布为第四批全国重点文物保护单位。2006年12月7日，山东省政府旧址被公布为第三批山东省文物保护单位。有全国爱国主义教育示范基地、全国妇女爱国主义教育基地、国家4A级旅游区、国家级抗战纪念设施、遗址等称号，称为“沂蒙红色圣地、华夏第一庄园”。目前该旧址免费对公众开放。

## 历史
抗日战争中，洛川会议后，中共决议将工农红军改编为八路军，下设115师、120师和129师。其中115师自1939年开始出山西、向东往山东进发，在1942年以莒南作为山东解放区的首府。
115师总部设于原庄姓地主的两所大宅中，东西院原主人分别是庄希堂和庄晓光。
1945年8月13日，抗战临近尾声，中共方面在莒南大店镇庄氏庄园的四余堂宣告成立山东省政府，光复被日军消灭的山东省。这是中共下辖的第一个省政府。
1950年代末，房舍被用作中学。1996年，被中国国务院宣告为国家重点文保单位，获得整修。2003年成立保管所，并设立展览，内设“八路军一一五师战史展厅”、“一一五师作战指挥部陈列室”、“罗荣桓办公起居室”、“山东省政府办公厅陈列室”等。景区现占地4.6万平方米，古建筑面积1.2万平方米，设有山东抗日根据地纪念馆、沂蒙红嫂事迹陈列馆等，以及山东省人民政府下属部门、《大众日报》社等省直19个部门和单位布展的展室。